# Quốc kỳ Eswatini
Quốc kỳ Eswatini được thông qua vào ngày 6 tháng 10 năm 1968 sau khi Eswatini (khi đó là Swaziland) giành độc lập từ Đế quốc Anh. Thiết kế của lá cờ dựa trên một lá cờ do vua Sobhuza II trao cho Quân đoàn Tiên phong Swazi năm 1941.

## Lịch sử
Lá cờ dựa trên chiến kỳ do vua Sobhuza II trao cho Quân đoàn Tiên phong Swazi năm 1941 để nhắc nhở họ về truyền thống quân sự của quốc gia. Vào ngày 25 tháng 4 năm 1967, ngày mà lời cam kết của nhà vua được đưa ra, lá cờ lần đầu tiên được treo lên. Trường Cao đẳng Vũ khí ở Luân Đôn đã đăng ký cờ vào ngày 30 tháng 10 năm 1967. Việc giương cờ chính thức đầu tiên được tiến hành vào ngày này.

## Cờ khác

Quốc kỳ giai đoạn 1890-1894
Quốc kỳ sử dụng giai đoạn 1894-1902
Hoàng kỳ Eswatini